# Дзгоев, Шамиль Кильцыкоевич

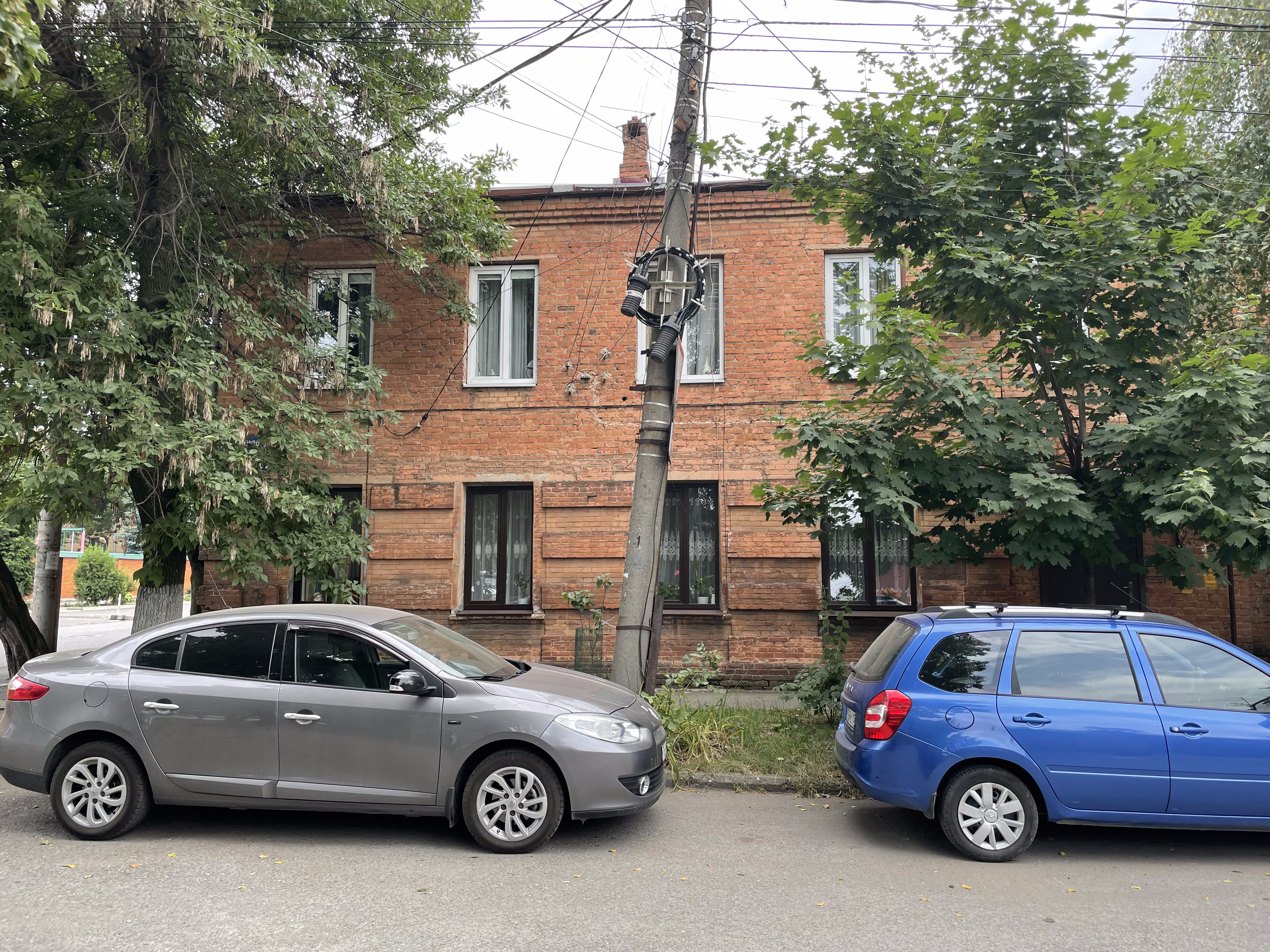
Дом № 60 по улице Олега Кошевого во Владикавказе, в котором проживал Шамиль Дзгоев.

Шамиль Кильцыкоевич Дзгоев, иной вариант отчества — Кильцикоевич (1911 год — 1985 год) — звеньевой колхоза имени Кирова Пригородного района Северо-Осетинской АССР. Герой Социалистического Труда (1948).
В 1947 году звено Шамиля Дзгоева собрало в среднем по 110,3 центнера зерна кукурузы на участке площадью 3 гектара. Указом Президиума Верховного Совета СССР от 9 марта 1948 года «за получение высоких урожаев пшеницы и кукурузы при выполнении колхозом обязательных поставок и натуроплаты за работу МТС в 1947 году и обеспеченности семенами зерновых культур для весеннего сева 1948 года» удостоен звания Героя Социалистического Труда с вручением ордена Ленина и золотой медали «Серп и Молот».
Проживал во Владикавказе на улице Олега Кошевого, д. 60, который является памятником культурного наследия России регионального значения.
Скончался в 1985 году.